# Lee Stocking Island
Lee Stocking Island är en ö i Bahamas.   Den ligger i distriktet Exuma District, i den sydöstra delen av landet, 190 km sydost om huvudstaden Nassau.